# Salomon Herxheimer (Rabbiner)
Salomon Herxheimer (geboren am 6. Februar 1801 in Dotzheim bei Wiesbaden; gestorben am 25. Dezember 1884 in Bernburg) war ein deutscher Rabbiner.

## Leben
Salomon Herxheimer war der Sohn des Kaufmanns Isaac-Seligmann aus Herxheim am Berg und von Zerline Meyer aus Dotzheim. Er besuchte eine Talmudschule in Wiesbaden.
Mit 13 Jahren begann Herxheimer ein Studium an der Jeschiwa Herz Scheuers in Mainz und erlernte gleichzeitig weltliche Fächer. 1818 wurde er Hauslehrer bei Meier Boppard in Herborn. Daneben nahm er Privatunterricht bei Lehrern des evangelisch-theologischen Seminars. 
Von 1824 bis 1827 studierte er an der Universität Marburg Pädagogik, Geschichte und orientalische Sprachen. Zwischenzeitlich, von Mai bis November 1826, studierte er als Stipendiat der nassauischen Landesregierung in Göttingen. Am 8. Mai 1827 legte er die erste Staatsprüfung an der Universität Marburg ab. 1827 arbeitete er als Religionslehrer und Prediger in Eschwege. Am 28. Juli 1829 absolvierte er die zweite Staatsprüfung bei Rabbiner Israel-Bär Levita in Rotenburg/Fulda. Ordiniert wurde er in Braunschweig. Am 16. November 1830 promovierte er in Gießen.
Im Jahre 1830 war er zunächst Kreisrabbiner in Eschwege; 1831 wurde er von Herzog Alexius von Anhalt-Bernburg zum Landesrabbiner von Anhalt-Bernburg ernannt. Von 1841 bis 1848 veröffentlichte er eine neue Bibelübersetzung aus dem Hebräischen und verfasste ein hebräisches Lehrbuch, das das meistbenutzte Schullehrbuch der jüdischen Religion zu seiner Zeit war. Sein Hauptaugenmerk lag neben der Erziehung der Jugend auf der Förderung der landwirtschaftlichen Kenntnisse unter der jüdischen Bevölkerung. 
Am 15. September 1832 heiratete er Helene-Lea Sieskind aus Ballenstedt (gestorben 1864).
Herxheimer gilt als reformnah. Er war Mitglied in Abraham Geigers Verein jüdischer Gelehrter.